# Gustav von Wittenburg
Gustav von Wittenburg (ur. 1882 w Słokowie, zm. 30 marca 1961 w Kilonii) – niemiecki szlachcic, ostatni właściciel pałacu w Słokowie.

## Życiorys
Syn Paula von Wittenburga i Doroty von Falkenhausen. Studiował rolnictwo i prawo we Wrocławiu. W 1910 wziął ślub z Ruth von Raczeck (1885–1968) z Czekanowa, z którą miał pięcioro dzieci: dwie córki: Margueritę Dorothę (1911–1994) i Sophie Dorothę (1912–1995) oraz trzech synów: Rudolfa (1913–1945), Johannesa (1916–1944) i Carla Gustava (1919–1977).
W czasie I wojny światowej był rotmistrzem rezerwy przy raciborskim 6 Pułku Huzarów im. Hrabiego Goetzena (2 Śląski). Jego majątek obejmował duży folwark w Słokowie, folwark w Laskowicach oraz pola w okolicach Olbrachcic (330 hektarów gospodarstwa rolnego oraz 8 hektarów lasów). Po włączeniu Kraju Sudetów do III Rzeszy w październiku 1938 kupił posiadłość w Slezskich Pavlovicach jako prezent ślubny dla syna. Marianna Sikora, mieszkanka Słokowa, która jako nastolatka opiekowała się wnuczką Wittenburga, wspominała go następująco:

U barona von Wittenburga były osobne budynki dla gospodarza oraz pracowników. [...] Baron był bardzo dobrym człowiekiem. Ludzie pracujący w jego majątku byli ubezpieczeni. Była specjalna sekretarka, która obliczała wszystkie wpłaty oraz wypłaty. Baron o godzinie 6 rano wstawał i chodził po podwórzu. Razem z nim był inspektor, który zajmował się futrowaniem koni oraz przydziałem roboty dla kobiet. Było dużo pracy w magazynach, spichlerzach. W czasie wojny pojawili się w majątku ludzie z Polski oraz Ukrainy.

Był podejrzany za udział w zamachu na Adolfa Hitlera, przez co został osadzony w więzieniu w Prudniku. Został zwolniony z więzienia dzięki interwencji jednego z synów.
W czasie trwania walk o Prudnik między Armią Czerwoną i Wehrmachtem, w nocy z 17 na 18 marca 1945 Gustav von Wittenburg rozdał mieszkańcom Słokowa swoje konie, które pomogły im w ucieczce w kierunku pobliskich Gór Opawskich, a następnie na teren późniejszej Czechosłowacji. Sam Wittenburg opuścił Słoków dzień później, przedzierając się na koniu przez zamykające się okrążenie wojsk radzieckich.
Po wojnie zamieszkał w Kilonii wraz z żoną. Pracował jako zarządca u zaprzyjaźnionych właścicieli ziemskich, poznanych przez niego w czasach studiów. Jego majątek w okolicy Prudnika przeszedł na własność państwa w 1947.